# حقوق الإنسان في السويد

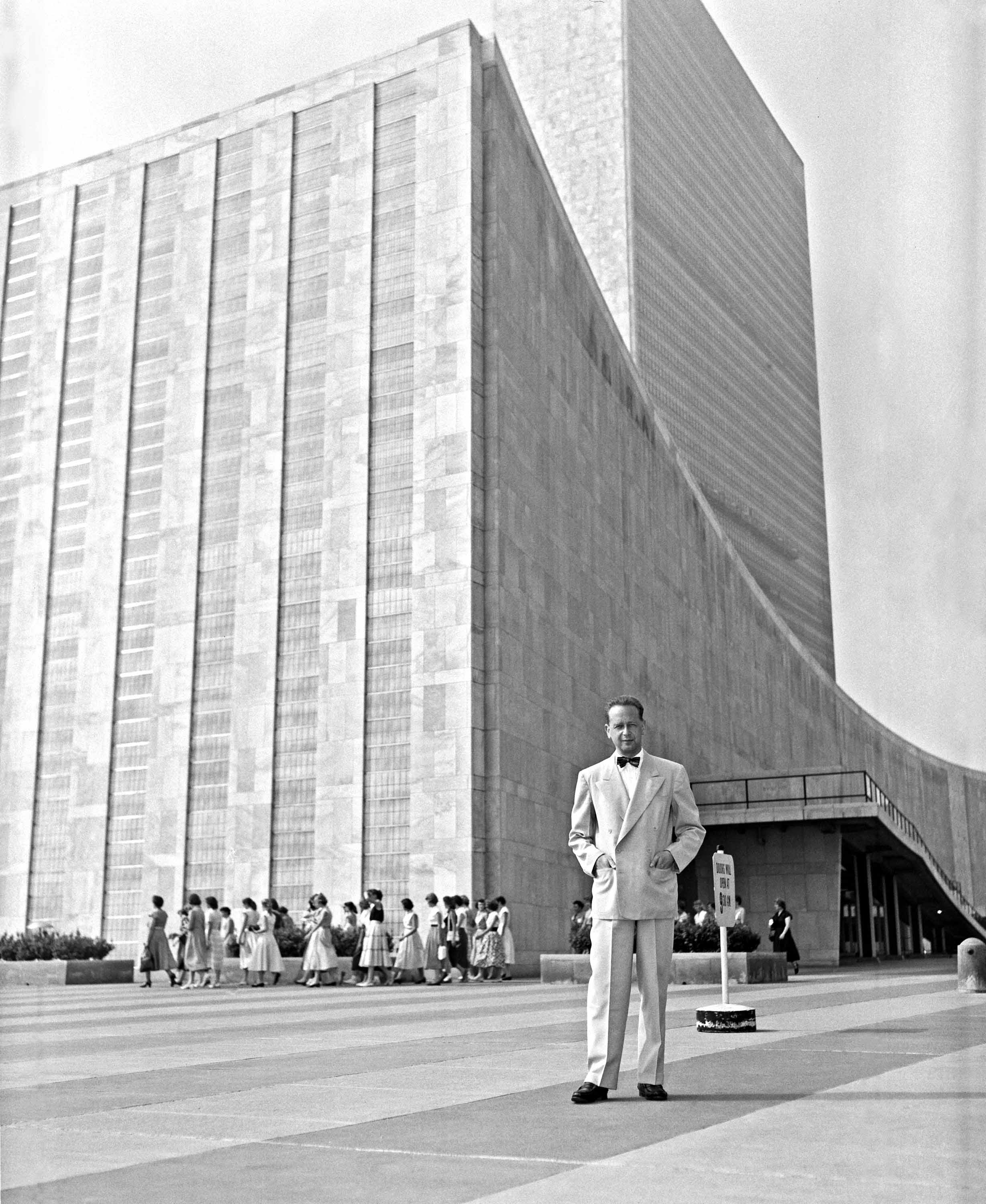
النائب العام للأمم المتحدة داغ همرشولد (1953) خارج مبنى الأمم المتحدة.

حقوق الإنسان في السويد هي حقوق محمية إلى حد كبير في دستورها والقانون الدولي الذي أقرّته. تجسدت القوانين الدستورية الثلاثة المتعلقة بحقوق الإنسان بالفصل الثاني من صك الحكومة وقانون حرية الصحافة لعام 1949 والقانون الأساسي لحرية التعبير لعام 1991. دُمجت الاتفاقية الأوروبية لحقوق الإنسان أيضًا في القانون المحلي السويدي منذ عام 1995.
تعتبر السويد نفسها رائدة على مستوى العالم في حماية حقوق الإنسان والدفاع عنها. تعترف وزارة الخارجية السويدية عن ارتباط موقفها من حقوق الإنسان ارتباطًا وثيقًا بالديمقراطية وسيادة القانون. أشاد الخبير المستقل المعني بحقوق الإنسان في الأمم المتحدة أوبيورا سي. أوكافور في شهر مايو في عام 2018 بمساهمة السويد في حقوق الإنسان على الصعيد الدولي تبعًا لدعمها المالي للمنظمات الدولية وتعزيز حقوق الإنسان. عُرفت السويد بدبلوماسيتها القوية الإقناع في تعزيز معايير حقوق الإنسان الجديدة وتحدي الوضع الدولي.
لم تُعفى السويد من انتهاكات حقوق الإنسان المحلية، وتضمنت المجالات الرئيسية للاهتمامات البارزة المساواة أمام القانون والتمييز والعرق والقضايا الاجتماعية والتمتع السلمي بالممتلكات وحماية طالبي اللجوء.

## تاريخ حقوق الإنسان
يعود تاريخ خطة الحماية الأولى لحقوق الإنسان في السويد إلى منتصف القرن الرابع عشر مع فصل الملك الموجود في القانون العام للمملكة. كان فصل الملك أول دستور مكتوب للسويد، وتضمن القَسَم أمام جميع الحكومات الملكية الناجحة في السويد على الدفاع عن العدالة والحقيقة وإخماد الظلم والباطل والجنوح عن القانون والحفاظ على الإيمان بعلاقات المملكة المشتركة الداخلية، وعدم إلحاق الأذى بحياة الأغنياء والفقراء أو أجسادهم إلا بعد المحاكمة وفقًا لقانون المملكة، وعدم حرمان أي رجل من بضائعه إلا وفقًا للإجراءات القانونية الواجبة. أعرب القَسَم الملكي عن نيته في الالتزام بالمبادئ الأساسية لحقوق الإنسان مثل الحق في المحاكمة وحماية الحياة والأطراف.

شكل هذا التعبير أساس المادة السادسة عشر من صك الحكومة لعام 1809. كانت المادة السادسة عشر هي البند الوحيد المتعلق بحقوق الإنسان في الدستور القديم. تنص المادة على ما يلي:
«يحافظ الملك على العدالة والحقيقة ويزيدها ويمنع ويحظر عدم العدالة والظلم، ولا يحرُم أي شخص أو يسمح بحرمان أي شخص من الحياة أو الشرف أو الحرية الشخصية أو الرعاية دون محاكمة وعقوبة قانونية، ولا يجوز له حرمان أي شخص أو السماح بحرمان أي شخص من الممتلكات الحقيقية أو الشخصية دون محاكمة عادلة وإصدار حكم. لا يجوز له تقييد أو السماح بتقييد إدراك أي شخص وحماية الجميع أثناء ممارستهم لتعاليم دينهم».
تُظهر هذه المادة اعتراف السويد المبكر بالمبادئ الأساسية لحقوق الإنسان على الرغم من أنها تمثّل إعلانًا عامًا للمبدأ.
طُبقت عقوبة الإعدام، التي غالبًا ما كانت تُلغي حقوق الإنسان بشكل أساسي، في السويد لفترة طويلة. نُفِذت 68 جريمة أدت إلى حدوث العديد من حالات الإعدام خلال القرنين السادس عشر والسابع عشر بما في ذلك جرائم السرقة والزنى والجرائم الدينية المعادية لله. ألغى البرلمان رسميًا عقوبة الإعدام على الجرائم المرتكبة في أوقات السلم في عام 1921، إذ حصلت آخر حالة إعدام في عام 1910.